# Episodi di Rekkit Rabbit (seconda stagione)
La seconda stagione della serie animata Rekkit Rabbit è andata in onda in Germania dal 28 maggio 2012. La stagione contiene un totale di 52 episodi. In Italia, la serie va in onda dal 17 giugno 2013 su K2

## Episodi
| Nº | Titolo originale               | Titolo italiano                     | Prima TV Italia | Prima TV Germania |
| -- | ------------------------------ | ----------------------------------- | --------------- | ----------------- |
| 1  | Rekkit Sings                   | Rekkit ugola d'oro                  | 17 giugno 2013  | 28 maggio 2012    |
| 2  | Offspring Fever                | Un pericoloso starnuto              | 17 giugno 2013  | 28 maggio 2012    |
| 3  | Trimbletwit                    | Il triplo babbeo                    | 17 giugno 2013  | 28 maggio 2012    |
| 4  | Something Fishy                | Il pesce magico                     | 17 giugno 2013  | 28 maggio 2012    |
| 5  | Snowbound                      | La nuvola personale                 | 17 giugno 2013  | 28 maggio 2012    |
| 6  | Zitwots                        | Il primo ballo lento                | 17 giugno 2013  | 28 maggio 2012    |
| 7  | Incog-neato!                   | I combattenti del crimine           | 18 giugno 2013  | 29 maggio 2012    |
| 8  | Muddlety Monster               | Muddsy il mostro                    | 18 giugno 2013  | 29 maggio 2012    |
| 9  | Film Falm                      | Stelle del cinema                   | 18 giugno 2013  | 29 maggio 2012    |
| 10 | Wiggnapped                     | Divertimento estremo                | 18 giugno 2013  | 29 maggio 2012    |
| 11 | Chakabrakteria                 | Chakabrakterio                      | 18 giugno 2013  | 29 maggio 2012    |
| 12 | Tall Order                     | Il grattacielo umano                | 18 giugno 2013  | 29 maggio 2012    |
| 13 | Hairless Hare                  | Il coniglio perde il pelo           | 19 giugno 2013  | 30 maggio 2012    |
| 14 | Bad Luck Rabbits Foot          | La zampa di coniglio porta sfortuna | 19 giugno 2013  | 30 maggio 2012    |
| 15 | Gopher It                      | La talpa                            | 19 giugno 2013  | 30 maggio 2012    |
| 16 | SK is Sick                     | Sarah sta male                      | 19 giugno 2013  | 30 maggio 2012    |
| 17 | Who Framed Rekkit Rabbit       | Chi ha incastrato Rekkit?           | 19 giugno 2013  | 30 maggio 2012    |
| 18 | Sick House                     | La casa malata                      | 19 giugno 2013  | 30 maggio 2012    |
| 19 | Magic Act                      | Un invito magico                    | 19 giugno 2013  | 30 maggio 2012    |
| 20 | Evil Twins                     | I malvagi Wally e Bean              |                 |                   |
| 21 | Sundays Best                   | Domenica per sempre                 |                 |                   |
| 22 | Struck Dumb                    | L'esperto dei boschi                |                 |                   |
| 23 | Hearts of Darkness             | Il biglietto di San Valentino       |                 |                   |
| 24 | Virtually Rekkit               | Come un videogioco                  |                 |                   |
| 25 | No Lie Rekkit                  | Una lingua birichina                |                 |                   |
| 26 | Muscle Bound                   | Super muscolosi                     |                 |                   |
| 27 | Night in the Chakabrary        | Una notte nella chakabrateka        |                 |                   |
| 28 | Peeved Piper                   | Il fischietto magico                |                 |                   |
| 29 | The Lorne Identity             | Un nuovo inquilino                  |                 |                   |
| 30 | Bed & Breakfast                | Lavoro e magia                      |                 |                   |
| 31 | Two Knights in a Daze          | Due cavalieri un po' maldestri      |                 |                   |
| 32 | Bewished                       | Il genio malvagio dei desideri      |                 |                   |
| 33 | Barmy Bracelet Boffo           | I braccialetti nuovi di Rekkit      |                 |                   |
| 34 | Hubbub Bubba                   | Le regole di Rekkit                 |                 |                   |
| 35 | Monitor This                   | Il teatro del "si fa sul serio"     |                 |                   |
| 36 | Sewer Tour                     | La casa dell'ospitalità             |                 |                   |
| 37 | Lights Camera Rekkit           | Silenzio motore Rekkit              |                 |                   |
| 38 | Drivers License                | La patente di guida                 |                 |                   |
| 39 | The Oddyssey                   | Il fiordo di Chakabrak              | 19 giugno 2013  | 30 maggio 2012    |
| 40 | Room for One More On           | Ritorno al passato                  | 25 giugno 2013  | 4 giugno 2012     |
| 41 | Spies Surprise                 | Chi troppo vuole...                 | 25 giugno 2013  | 4 giugno 2012     |
| 42 | Statue of Muddlety             | La statua di Muddlety               | 26 giugno 2013  | 5 giugno 2012     |
| 43 | Hare for Hire                  | Gli antenati di Rekkit              | 26 giugno 2013  | 5 giugno 2012     |
| 44 | Franken Rekkit                 | Frankenrekkit                       |                 |                   |
| 45 | Spaced Out                     | Avventura nello spazio              |                 |                   |
| 46 | Woolly Bully                   | Quel bullo di Rekkit                |                 |                   |
| 47 | Air Train                      | Il treno volante                    |                 |                   |
| 48 | Rekkit in 3D                   | La sesta dimensione                 |                 |                   |
| 49 | Beach Party                    | Festa sulla spiaggia                |                 |                   |
| 50 | Keeping Up with the Schmuftons | Incontra gli Schmuftons             |                 |                   |
| 51 | Recipe for Disaster            | Il gelato della discordia           |                 |                   |
| 52 | When Rekkit Joined the Circus  | Rekkit clown                        |                 |                   |

## Trame

### Rekkit ugola d'oro
In lavanderia, Jay e Rekkit stanno facendo pubblicità a Henrietta e Lorne che stanno per esibirsi. I genitori iniziano a cantare una canzone che però ha l'effetto di fare addormentare l'intero pubblico, inclusi Jay e Rekkit. La mattina dopo, Henrietta e Lorne indossano delle maschere per non far vedere a Jay e Rekkit che sono delusi. In camera loro, i due cercano di pensare a cosa possono fare per i genitori. Rekkit evoca Todd, un microfono vivente di Chakabrak, che per magia fa apparire un'intera orchestra in bocca a Rekkit. Il coniglio scopre allora di avere una voce stupenda e di cantare meravigliosamente. Jay convince i genitori a tornare alla lavanderia per ricantare la loro canzone soporifera. Quando il pubblico si addormenta nuovamente, entra in scena Rekkit che canta un'altra canzone (probabilmente intitolata "Coniglietto") molto più allegra e coinvolgente, che risveglia tutti. Rekkit, accompagnato da Henrietta e Lorne come musicisti, ha un enorme successo, ma i genitori si sentono messi da parte quando tutto il pubblico va dietro a Rekkit invece che a loro. Jay spiega a Rekkit che ogni volta che canta ferisce i sentimenti di Henrietta e Lorne. Il coniglio allora capisce cosa è successo e se ne pente, arrivando alla conclusione di essere "il peggiore aiuto nella storia di tutti gli aiuti". La magia collegata alla canzone di Rekkit comincia a far ballare tutta la città e Jay e Rekkit si isolano indossando delle cuffie. Il rimorso di Rekkit aumenta. Jay dà anche ai genitori delle cuffie e il coniglio si scusa davanti a loro. Il ragazzo ha l'idea di far suonare alla radio la canzone soporifera di Henrietta e Lorne, addormentando tutti gli abitanti della città e sconfiggendo la magia della canzone di Rekkit. Il piano ha successo e Todd ricompare in bocca a Rekkit annullando la sua magia. Rekkit ora canta da far pietà e i genitori decidono di chiudere con la canzone soporifera e di scriverne un'altra migliore.

#### La canzone soporifera di Henrietta e Sackboy
Se c'è un problema non farne un dramma, 
restiamo calmi, lo dice mamma. 
Calma, calma, senza fretta 
e la vita è perfetta. 
Calma, calma, stiamo calmi! 
Stiamo calmi! Stiamo calmi! 
Calma, calma, senza fretta, 
stiamo calmi!  

#### "Coniglietto" cantata da Rekkit
Se sei qui per divertirti,
lui saprà accontentarti
e tanto ancora.
La sua dote è l'allegria
e ti appare per magia
di buon'ora.
È un coniglietto!
Che soggetto!
Comunque sempre perfetto!
Quello sono io!
Ma se pensi di strafare,
quello che tu puoi chiamare
un coniglietto,
lui è l'unico che ha stile,
è elegante e signorile,
è un coniglietto.
Coniglietto!
Dolce dolce dolce coniglietto!
Comunque sempre perfetto!
Quel coniglio sono io!
Lui si muove con magia,
la sua voce è pura melodia,
se soltanto tu lo guardi negli occhi
lo amerai!
Coniglietto!
Che soggetto!
Comunque sempre perfetto!
Quel coniglio sono io!

### Un pericoloso starnuto
Rekkit è allergico ai fiori di primavera, che lo fanno starnutire. Uno dei suoi starnuti magici inavvertitamente anima un gruppo di cangurini di cioccolato, i quali inseguono Rekkit credendolo loro padre. Alla notizia, Rekkit adotta i cangurini e si prende cura di loro come un vero padre, fino ad arrivare a dargli dei nomi: Choco, Choco Secondo, Brownie e Rekkit Junior. Nel frattempo Jay costruisce una macchina da corsa per la gara delle "bielle roventi", mentre Rekkit porta i cangurini al parco. Dopo averli messi a dormire, Rekkit si lamenta con Jay delle fatiche dell'essere genitore. Jay va in soggiorno, dove cerca il conforto di Lorne, che però fraintende e crede che Jay stia parlando di un appuntamento galante con Sarah. Il giorno dopo, Rekkit porta i cangurini alla festa di primavera e per strada gli scappa un altro starnuto, che anima tutto il resto della cioccolata dello stesso negozio da cui vengono i cangurini, che si fonde in un unico canguro gigante ancora più grosso di Rekkit. Il canguro gigante di cioccolata trova Rekkit e i cangurini al parco e li reclama. Rekkit ingaggia un duello con lui. Nel frattempo, Jay sta montando la macchina, mentre sente alla radio la notizia di una rissa alla festa di primavera e capisce che si tratta di Rekkit, correndo a vedere cosa succede. Proprio mentre sembra che il canguro gigante di cioccolata abbia vinto arriva Jay, che lo sconfigge gettandogli delle formiche addosso, che lo mangiano vivo. Le formiche liberano anche Rekkit, che dall'accaduto ha capito che non è il caso di tenere i cangurini e li manda a Chakabrak da un suo amico che si prenda cura di loro.

### Il triplo babbeo
In casa Schmuftin si sta rompendo tutto: la lavastoviglie, il rubinetto, la bicicletta di Jay. Rekkit si fa prendere dalla nostalgia del "periodo in cui tutte le cose si rompono", che nel calendario di Chakabrak coincide con la festa del "triplo babbeo", parodia del Natale. Rekkit chiede di poter festeggiare il triplo babbeo ed Henrietta e Lorne acconsentono. Rekkit allora chiama Arnold per ordinare delle apposite decorazioni per corrispondenza, che arrivano in tempo reale a casa Schmuftin. Rekkit prende una trombetta e fa sentire a Henrietta, Lorne e Jay un "tipico canto di triplo babbeo", che altro non è che una parodia di "Jingle Bells". Con la sua trombetta, Rekkit sparge stelline su tutta la casa e tutti gli oggetti nella casa scompaiono uno ad uno. Rekkit fa uscire tutti in giardino per il "gran finale": la casa diventa luminosa e alla fine esplode in cielo come un fuoco d'artificio, proprio mentre Rekkit augura "buon triplo babbeo a tutti!", spiegando che presto arriverà il "Grande Babbeo" (parodia di Babbo Natale) che riporterà tutte le cose nuove. Jay fa capire a Rekkit che lui non crede al Grande Babbeo, ma ben presto gli Schmuftin sono costretti a trasferirsi in una tenda da campeggio piantata nel giardino di nonna Greta. La mattina dopo, Rekkit va a cercare il Grande Babbeo mentre il resto della famiglia dorme ancora. Quando gli altri tre si svegliano trovano solo un foglietto scritto da Rekkit e corrono in giro per la città a cercare il coniglio, finché non lo trovano davanti alla loro casa, che nel frattempo è tornata. Jay pensa che sia stato Rekkit a fare ricomparire tutto, ma il coniglio spiega che i suoi poteri non bastano per fare una cosa del genere, che è stato il Grande Babbeo e che lui l'ha visto.

### Il pesce magico
Jay si lancia da una rampa per skateboard improvvisata sul bordo della casa, finendo in un cespuglio. Jay spiega alla mamma che è preso dalla costruzione del parco skate della città. Inoltre, Henrietta porta dell'acqua da bere a Jay, che però è inquinata e piena di alghe. Jay, Rekkit e Henrietta scoprono dal telegiornale che la costruzione del parco skate è stata annullata per avere i fondi da destinare al potenziamento del depuratore d'acqua. Rekkit allora va di nascosto al depuratore e fa un incantesimo, rendendo l'acqua istantaneamente pulita, come Henrietta e Lorne scoprono immediatamente e come il telegiornale annuncia. Jay capisce che c'è Rekkit dietro e gli chiede spiegazioni. Rekkit rivela di avere messo un "pesce delizia" all'interno del lago. Scendendo in cucina, Jay e Rekkit si accorgono che Henrietta e Lorne sono diventati luminosi, cosa che succede su chiunque abbia bevuto l'acqua in città. Jay pensa di rivolgersi al marinaio Sam, ma il ragazzo e Rekkit trovano Sam in lutto per la perdita del suo pesce rosso. Sam fa ascoltare a Jay e Rekkit la ninna nanna che cantava sempre al suo pesce rosso. I tre partono alla ricerca del pesce delizia, trovandolo presto ma non riuscendo a catturarlo. Inavvertitamente, Jay ingoia un po' d'acqua e diventa luminoso anche lui. Allora il ragazzo ha l'idea di farsi ingoiare dal pesce delizia, rendendolo luminoso a sua volta in modo che Sam e Rekkit sulla barca possano vederlo. Rekkit chiede a Sam di cantare la sua ninna nanna, che ha l'effetto di addormentare il pesce delizia portandolo a galla proprio sotto la barca. Sam e Rekkit fanno sputare Jay al pesce. Alla fine, l'acqua della città torna perfetta, Sam ha un nuovo amico (il pesce delizia, che tiene in un'enorme boccia accanto al suo chiosco) e il parco skate viene finalmente costruito.

### La nuvola personale
Jay si aspetta un giorno di neve, ma quando esce di casa c'è il sole. Jay sperava in un giorno di vacanza da scuola, anche per evitare il compito di storia. Rekkit allora usa la magia e sulla testa di Jay compare una nuvola di neve di nome Ernie e Contemporaneamente la mano sinistra di Rekkit comincia a crescere oltre misura e il coniglio spiega a Jay che non potrà mandare via Ernie finché la sua mano non tornerà normale. Jay va a scuola, dove la situazione degenera e durante la lezione tutta la classe gioca a pallate di neve. Intanto la mano di Rekkit continua a crescere e Jay diventa improvvisamente popolare a scuola grazie a Ernie. La nuvola rivela a Jay che è già successo che a Rekkit si sia ingrandita la mano per causa sua e che la sua neve cesserà solo se Rekkit metterà la sua mano gigante sotto di lui, cosa che farà anche tornare la mano normale. Jay porta Ernie a giro per la città, innevando tutto. Il sindaco dichiara Jay "Re del Divertimento" in una cerimonia cittadina a cui presenzia anche Rekkit, con la mano gigante ormai fuori controllo. Quando Jay lo vede, nonostante Sarah gli prometta che sarà la sua "regina del divertimento", si intristisce a vedere il suo migliore amico in difficoltà e porta Ernie sopra la mano di Rekkit, facendolo sparire e facendo tornare normale la mano di Rekkit. Il sindaco revoca a Jay il titolo di "Re del Divertimento" e ora tutta la scuola si diverte con il fango anziché con la neve.

### Il primo ballo lento
Alla tavola calda, Jay vede Bill che corteggia delle ragazze e quando Sarah e la sua amica Alexandra entrano Jay attira la loro attenzione, ricevendo per risposta che Bill darà una festa sabato. Jay decide di dare una festa la sera prima e Rekkit lo annuncia a tutti. Sarah dice a Jay di volere ballare il suo primo ballo lento alla sua festa. Rekkit trasforma con la magia la cantina di casa Schmuftin, che Henrietta e Lorne usano come sala prove, nell'ambiente perfetto per una festa. Jay chiede aiuto a Rekkit visto che non ha mai ballato un lento prima in vita sua. Come al solito, l'aiuto del coniglio non è perfetto, ma riesce comunque a mostrare a Jay come ballare. A un certo punto durante il ballo di prova spuntano degli strani esseri, che cominciano a fare scherzi. Rekkit spiega che si trattano degli Stitwoz e che l'unico modo per mandarli via è fotografarli mentre fanno uno scherzo. Nel frattempo, gli invitati cominciano ad arrivare. Alexandra decide che ballerà il suo primo lento con Jay, ma Jay promette a Sarah che non sarà così. Intanto, Rekkit si aggira con un cellulare per fotografare tutti gli Stitwoz, riuscendoci proprio mentre tutti gli invitati se ne stanno andando. Jay, per mostrare che non è colpa sua se la festa è stata rovinata ma degli Stitwoz, apre le foto per farle vedere a tutti, liberandoli inavvertitamente. Uno degli Stitwoz promette a Jay che non faranno più scherzi se li farà suonare alla sua festa. Jay accetta e balla il suo primo lento con Sarah.

### I combattenti del crimine
A scuola, Jay confida a Rekkit che oggi dirà a Sarah che lei gli piace, ma il bullo George lo anticipa e lo attacca alla bandiera per le mutande. Sarah passa e lo vede, chiedendogli se gli serve aiuto, ma Jay rifiuta. A casa, Jay e Rekkit guardano una serie intitolata "Pestatori del crimine", in cui una coppia di supereroi combatte il crimine per difendere i cittadini. Il telegiornale seguente ci informa dei misfatti di un criminale chiamato "Dottor Guanto" e Jay ha l'idea di usare la magia di Rekkit per combattere il crimine e sconfiggerlo, sperando che Sarah ne resti affascinata. Rekkit allora evoca due costumi da supereroi per sé e Jay, che iniziano ad andare in giro per la città mascherati con il nome di "Combattenti del Crimine" sconfiggendo uno per uno i membri della banda del Dottor Guanto, fino a scontrarsi con lui stesso nel giardino di casa Kingston (la famiglia di Sarah). Il Dottor Guanto riesce a sconfiggere e legare Sarah, Jay e Rekkit davanti a una bomba mentre lui si dà alla fuga. Alla fine la bomba non esplode, ma Sarah crede che sia stato Jay a disinnescarla e sta per baciarlo, quando Rekkit lo trascina via fino a raggiungere il Dottor Guanto e catturarlo. Nella piazza della città, durante la cerimonia per il conferimento ai Combattenti del Crimine delle chiavi della città, il bullo George prova a fingersi lui un Combattente del Crimine, riuscendo a ingannare tutti e facendosi quasi baciare da Sarah. In quel momento, Jay e Rekkit si rivelano facendosi riconoscere come i veri Combattenti del Crimine. Dopo aver appeso l'impostore George a un palo per le mutande, Sarah bacia Jay sulla guancia.

### Muddsy il mostro
Jay e Rekkit stanno guardando un programma tv su un leggendario mostro di nome Muddsy. Henrietta e Lorne ricordano come da piccolo Jay adorasse Muddsy ma poi crescendo non gli interessasse più. Rekkit teme che la stessa cosa succeda con lui. Nel frattempo, Jay va al chiosco dei gelati del marinaio Sam, che si lamenta di non avere clienti poiché non c'è stato nessun avvistamento di Muddsy. Rekkit allora corre da Jay dicendogli che ha visto delle spie di Yoshimi che vogliono catturarlo nella palude e gli chiede di andare a controllare, mentre lui si procura un costume. Jay ci va, incontrando Henrietta e Lorne per strada e Lorne dice di doversi procurare un costume, così come il marinaio Sam. Tutti e tre si travestono da Muddsy e vanno alla palude, dove nel frattempo è arrivato Jay. Si genera così una scena di inseguimento tra i quattro (Rekkit-Muddsy, Lorne-Muddsy, Sam-Muddsy e Jay), fino a quando Jay riconosce Lorne dal fisico, vede Sam che si toglie il costume per qualche secondo e riconosce Rekkit dalla coda. Jay allora prima si gode lo spettacolo guardando gli altri tre che si spaventano e si inseguono a vicenda e poi costruisce una trappola per catturare il primo dei tre che passa. A un certo punto, la trappola si attiva, ma Jay scopre che non è nessuno dei tre finti Muddsy, che nel frattempo si ritrovano casualmente nello stesso punto di Jay e si rivelano. Allora Jay si chiede chi è quello che ha catturato, che nel frattempo rompe la rete e insegue tutti e quattro spaventandoli. Quella sera stessa, Sam ha un sacco di clienti attirati da Muddsy, davanti ai quali anche Jay testimonia di averlo visto. Tra gli astanti, ci sono anche Henrietta, Lorne e Rekkit. Ora che Jay crede di nuovo a Muddsy, Rekkit è contento perché Jay avrà ancora voglia di stare con lui, mentre i genitori sono contenti perché Jay ha ancora i suoi tratti infantili. Henrietta nel parlare fa intuire che il Muddsy catturato da Jay era in realtà lei travestita, che è riuscita a non farsi scoprire da nessuno degli altri.

### Stelle del cinema
A Muddlety Falls giunge Brock Stonebro, un famosissimo attore del cinema e idolo di Jay. Rekkit allora mostra a Jay la più grande stella del cinema di Chakabrak, di cui lui è un grande fan: un calamaro di nome Tallula Monsoon. La televisione di Chakabrak però permette agli attori di ascoltare gli spettatori e Tallula si presenta a casa Schmuftin, pretendendo di avere Rekkit e Jay come assistenti tuttofare. Tallula chiede loro di realizzare una piscina in giardino, per poi rivelargli che non vuole tuffarsi, ma solo sedercisi accanto. Questo è solo l'inizio dello sfruttamento di Jay e Rekkit da parte di Tallula, che rivela ai due di avere intenzione di restare per sempre. Jay e Rekkit capiscono allora di doversi liberare di lei, e il ragazzo dice a Tallula che ha una sorpresa per lei e la porta nella piazza della città, dove il sindaco sta per consegnare le chiavi della città alla "più grande stella del cinema". Tallula pensa di essere lei, ma invece è Brock Stonebro. Jay pensa che questo la convinca a tornare a Chakabrak, ma invece lei diventa gigante e si arrabbia con Brock Stonebro, il quale invece di essere un grande combattente come pensava Jay, si rivela una schiappa a combattere. Jay e Rekkit allora capiscono che i loro rispettivi eroi non sono poi granché. Per portare via Tallula, Rekkit chiama suo zio D.W., il regista, e gli mostra il combattimento tra lei e Brock Stonebro per convincerlo a scritturarla in un film d'azione. Dopo un'iniziale resistenza, Tallula accetta e D.W. la riporta a Chakabrak portandosi dietro anche Brock Stonebro.

### Divertimento estremo
Jay trova sulla porta di casa un volantino del "festival del divertimento estremo", che però si rivela essere solo una scenografia con un delfino a molla messa su da Wiggsly per catturare Rekkit con una rete. Il coniglio però si trasforma in gelatina e riesce a fuggire passando sotto alla rete. Per strada, Jay e Rekkit vedono dei procioni-spia di Yoshimi che cercano Rekkit per riportarlo a Chakabrak. Rekkit si finge un lampione e Jay dice ai procioni che Rekkit è in fondo alla strada travestito da insegnante di scienze, indicandogli Wiggsly, che viene quindi inseguito dai procioni come se fosse Rekkit. A scuola, Wiggsly è ovviamente assente per via dei procioni e i ragazzi ne approfittano per divertirsi alle sue spalle. Wiggsly e i procioni intanto arrivano nel laboratorio sotterraneo, dove le spie evocano un cappello magico gigante che poi Rekkit spiegherà essere il vice di Yoshimi. I procioni chiedono al cappello di eseguire "l'incantesimo del teletrasporto istantaneo" con l'intenzione di eseguirlo su Wiggsly, che però richiede molto tempo per essere preparato. Vedendo Wiggsly, i procioni e il cappello passare nel corridoio della scuola, Jay e Rekkit si accorgono dell'accaduto e inseguono i procioni fino al loro nascondiglio, che è un bagno chimico nel giardino, e ci entrano. Wiggsly indica Rekkit come il vero coniglio ricercato e Jay riesce a convincere i procioni a risparmiare il professore dicendogli che è molto interessato alle forme di vita magiche e che se si faranno analizzare da Wiggsly diventeranno famosi. I procioni vengono allora legati sul lettino del laboratorio di Wiggsly per essere studiati e proprio nel momento in cui il cappello è pronto per il teletrasporto, Jay e Rekkit lo pongono proprio sopra ai procioni, attivando l'incantesimo su di loro, rispedendoli istantaneamente a Chakabrak.

### Chakabrakterio
Jay si sta preparando per il giorno della foto scolastica, quando scopre che la sua lingua è diventata lunghissima e la sua pelle è diventata viola. Rekkit allora evoca da Chakabrak il dottor Bilby, un grosso neonato, per capire che cosa ha Jay. Il dottore scopre che Jay ha un "chakabrakterio", cioè un batterio che lo sta trasformando in un formichiere chakabrakkiano, e propone di miniaturizzarsi ed entrare nel suo corpo, eliminando il batterio dall'interno. Un'auto giocattolo viene miniaturizzata proprio mentre Henrietta sta arrivando in camera di Jay e quindi viene coinvolta anche lei nell'incantesimo all'insaputa di Rekkit e del dottore. Mentre Jay va a scuola coperto da una felpa con cappuccio per non far vedere la sua trasformazione, Rekkit guida la macchina dentro il corpo di Jay mentre Henrietta viene fuori sul sedile posteriore senza capire dove si trova. Intanto, a Jay spunta la coda. Rekkit spiega tutto a Henrietta proprio mentre il batterio infetta il cuore di Jay. Henrietta allora prende il volante decisa a salvare il figlio. Nel frattempo, anche la faccia di Jay si trasforma nel muso di un formichiere e Sarah lo vede credendo che sia un costume. Jay viene catturato dall'accalappiacani, che lo scambia per uno strano animale. Sarah lo insegue per aiutare Jay. Dentro il corpo di quest'ultimo, Henrietta dice: "non permetterò che mio figlio si trasformi in un chakabrakkiano, riuscite a immaginare qualcosa di più orribile?", non accorgendosi che ha due chakabrakkiani in macchina (Rekkit e Bilby). Mentre Sarah lancia una forcina a Jay per tentare di forzare il lucchetto della gabbia, senza successo, Henrietta entra nel cervello di Jay, dove lei, Rekkit e Bilby trovano il batterio e riescono a fermarlo prima che infetti completamente il centro di identità di Jay. Il dottore se ne torna immediatamente a Chakabrak, lasciando Rekkit e Henrietta dentro. Jay è tornato normale e riesce ad andare a scuola a fare la foto. Proprio nel momento dello scatto, starnutisce, espellendo dal naso l'auto giocattolo con a bordo Rekkit e la madre.

### Il grattacielo umano
Jay confida a Rekkit che vuole abbracciare Sarah sulle montagne russe, ma al momento di salire scopre di essere troppo basso di un centimetro rispetto al limite minimo di altezza per salire sulla giostra. Rekkit dà a Jay il "Balsamo Grattacielo", che però ne abusa per mancanza di tempo. Jay allora riesce ad entrare sulle montagne russe, ma durante il giro diventa sempre più grande, fino a non riuscire a passare tra le assi metalliche della giostra e viene sbalzato fuori. Jay riesce ad aggrapparsi ai binari, che ne innescano una metallizzazione, come previsto dagli effetti collaterali del balsamo. Jay si trasforma quindi in un altissimo grattacielo di metallo, che diventa rapidamente un'attrazione del luna park. Wally e Bean vanno in cima al grattacielo-Jay per giocare con gli alianti e Jay confida loro che la cosa non gli sta piacendo per niente. Rekkit e Sarah gli dicono che gli effetti del balsamo dureranno per sempre a meno che non gli venga fatto uno spavento, come per il singhiozzo. Il primo tentativo è far frugare Sarah nel comparto "cosa penso delle ragazze" del cervello di Jay. Il secondo è Rekkit-King Kong. Il terzo è una tempesta. Il quarto è una smorfia di Rekkit. Tutti i tentativi ovviamente falliscono e Jay si rende conto di cosa è successo, fino ad arrivare alla conclusione che lui e Rekkit non potranno più divertirsi insieme. Questo pensiero spaventa Jay a sufficienza e comincia a rimpicciolirsi. Rekkit calca la mano fino a che Jay non torna normale, ma sempre troppo basso per le montagne russe. Sarah scende da un giro con Bill e rivela a Jay che Bill prova continuamente ad abbracciarla e a lei la cosa in realtà non piace.

### Il coniglio perde il pelo
Facendo una magia per rendere Jay più attraente per le ragazze, Rekkit evoca uno strano portachiavi luccicante. La mattina dopo a colazione, Henrietta dice a Rekkit di fare attenzione perché i suoi peli hanno intasato la doccia. Rekkit si accorge allora di perdere i peli, dicendo: " è Strano per me, a soli 213 anni, sono ancora giovane!". Rekkit spiega a Jay che la perdita del pelo compromette i suoi poteri magici, tanto è vero che per fare una magia per riavere i peli li perde tutti. Rekkit allora evoca da Chakabrak "Slinky, il bradipo superinvestigatore", che indaga sulle cause del problema, fino a sviluppare la teoria che Rekkit sia allergico a Jay. Nel frattempo, Jay fa vedere a Sarah il portachiavi, che finge interesse e fugge via. Slinky propone un trattamento per rendere Jay ipoallergenico, che però non sembra funzionare. Rekkit allora usa un costume per uscire con Jay, però il costume si impiglia a una porta e Rekkit resta nudo senza peli davanti a tutti proprio mentre passa Sarah, che raccoglie il portachiavi di Jay che era caduto e glielo restituisce. Slinky dice che non ha altre soluzioni e vuole tornare a Chakabrak, pretendendo il portachiavi come parcella. Jay glielo dà. Per strada, Jay e Rekkit incontrano Sarah, che gli chiede cosa stia succedendo. Jay le spiega dell'allergia e le dice che il portachiavi non c'è più. Sarah gli dice che mentiva e nota che i peli di Rekkit sono tornati, capendo che l'allergia di Rekkit in realtà era al portachiavi e non a Jay.

### La zampa di coniglio porta sfortuna
Jay sta giocando in una sala giochi con Wally e Bean e si lamenta del fatto che non riesce a vincere. Gioca allora al "granchio meccanico nelle meraviglie", dove vince una zampa di coniglio. Tornato a casa, dove Rekkit era rimasto a dare lezioni di ballo a Henrietta e Lorne, mostra il premio vinto, ma Rekkit spiega che mentre agli umani le zampe di coniglio portano fortuna, per i chakabrakkiani, come lui, succede il contrario. Dopo un paio di disgrazie, Jay decide di disfarsene buttandola via, ma le sfortune continuano. Rekkit riprende allora un suo vecchio libro di scuola di magia sulla sfortuna, dove scopre che l'unico modo di liberarsi dalla sfortuna è riportare la zampa dove è stata presa. Rekkit ritrova la zampa nella spazzatura e con Jay tornano alla sala giochi, dove trovano Yoshimi che aveva organizzato tutto come trappola per Rekkit. Yoshimi manda contro Rekkit e Jay delle rane magiche malvagie. Jay chiede a Rekkit il libro sulla sfortuna e dà indicazioni al coniglio per evocare sfortune contro le rane: prima lancia loro contro una carica di rinoceronti, poi le fa gonfiare come palloncini. Yoshimi però riesce a intrappolare Rekkit dentro il gioco del granchio meccanico. Jay inserisce una moneta, attiva il gioco e riesce ad aggianciare Rekkit. La mano di Yoshimi però intrappola Rekkit, che prima che la mano riesca a trascinarlo attraverso il portale per Chakabrak, vi getta dentro la zampa di coniglio, trasmettendo la sfortuna a Yoshimi e liberandosi. Jay e Rekkit escono dalla sala giochi lasciando le rane gonfiate come palloncini a galleggiare in aria contro il soffitto.

### La talpa
Henrietta e Lorne vogliono partecipare a una gara di giardinaggio, ma non ci riescono a causa della presenza di una talpa in giardino. Rekkit promette a Henrietta di occuparsene insieme a Jay. I due provano allora a sbarazzarsi della talpa. Vari tentativi falliscono, fino a quando a Rekkit viene in mente di evocare un "gorch" da Chakabrak, che riesce a scacciare la talpa alitandoci contro, ma in cambio pretende la casa. Quando Henrietta e Lorne rientrano, trovano Rekkit e Jay a sedere fuori dalla porta che fanno loro cenno di entrare. Loro entrano e trovano il gorch sul divano. Rekkit spiega loro l'accaduto e il gorch rivela che non vuole lasciare la casa perché è terrorizzato al pensiero di dover tornare a casa da sua madre. I quattro Schmuftin (incluso Rekkit) capiscono allora che l'unica cosa di cui il gorch ha paura è la sua stessa mamma e preparano un piano: Lorne e Jay si travestono da mamma gorch usando una scultura di piante, spaventano il gorch, e fanno finta di pestare Rekkit, che viene truccato da Henrietta per fingersi ferito. Il gorch si spaventa e ritorna a Chakabrak, ma nel frattempo è arrivata la giuria della gara di giardinaggio, che assegna a Henrietta e Lorne il primo premio, che però viene loro ritirato quando nel giardino ritornano le talpe.

### Sarah sta male
Jay va a prendere Sarah per andare alla premiazione di pallavolo (in realtà è solo la scusa per uscire con lei), ma arrivato a casa Kingsbury, il padre di Sarah dice a Jay che la figlia è malata. Papà Kinsbury va in farmacia a prendere una medicina per la figlia e lascia Jay e Rekkit a controllare la figlia, facendo loro promettere di far restare Sarah in camera sua e di non usare la magia. Sarah però ha le allucinazioni per la febbre e non ne vuole sapere di restare in camera. Rekkit allora evoca da Chakabrak una tata gorilla di nome Nana e un pollo magico. Il signor Kinsbury torna a casa e Rekkit, Nana e il pollo vanno a cercare Sarah per riportarla in camera sua. Jay riesce a trattenere papà Kinsbury in soggiorno senza farlo andare in camera di Sarah. Intanto, in giardino, le allucinazioni di Sarah continuano, ma alla fine Rekkit ce la fa a prenderla e riportarla a letto e manda Nana e il pollo ad aiutare Jay, il quale nel frattempo sta ancora tenendo impegnato papà Kinsbury con un'inutile conversazione. Suonano alla porta, ma Jay impedisce a papà Kinsbury di aprire e lo anticipa in camera di Sarah, la quale però esce di nuovo di camera. Jay riesce a riportare tutti in camera di Sarah mentre arriva papà Kinsbury, che trova la figlia a letto addormentata mentre Rekkit, Nana e il pollo si sono nascosti sotto il suo letto. La medicina causa l'uscita allo scoperto dei tre sotto al letto e Sarah si sveglia ridendo alla loro vista. La risata fa guarire Sarah, proprio come previsto da Nana, che esce con Jay mentre Rekkit e Nana restano a casa Kinsbury ad accudire il papà di Sarah, che è allergico alle piume del pollo.

### Chi ha incastrato Rekkit?
Da Chakabrak arriva Floyd, un cacciatore di taglie, che cattura Rekkit per aver infranto la regola che vieta di far roteare le zucche. Jay e Rekkit cercano di fuggire da Floyd, senza riuscirci, e alla fine Rekkit e Jay vengono teletrasportati a Chakabrak da Floyd, trovandosi su un campo da tennis che funge da tribunale. Il giudice fa vedere un filmato in cui si vede un coniglio che sembra Rekkit che fa giocoleria con tre zucche. Jay si presenta come avvocato di Rekkit e chiede di sapere il nome del querelante. Non appena lo legge su un foglietto, Jay chiede e ottiene una sospensione del processo. Rekkit dà a Jay un portale di teletrasporto e il ragazzo va a casa del querelante, che si scopre essere Booyah. Quest'ultimo finge dispiacere nel mostrare a Jay tutte le volte che Rekkit avrebbe infranto le leggi di Chakabrak. Booyah propone a Jay di diventare suo amico mentre Rekkit è in prigione, ma davanti al rifiuto del ragazzo, lo imprigiona in una gabbia, da cui Jay fugge con il portale di Rekkit, inseguito da Booyah. Nel frattempo, la sospensione è finita proprio nel momento in cui Jay ritorna, dicendo di poter provare che non era Rekkit a fare giocoleria con le zucche. Jay lancia a Booyah tre zucche e quest'ultimo fa giocoleria. Poi Jay chiede di rimandare il filmato, in cui si vede chiaramente che Booyah e il falso Rekkit fanno le stesse identiche mosse. Il giudice dà allora ragione a Rekkit e chiude il caso.

### La casa malata
Casa Schmuftin è stata inserita nel tour ufficiale di Muddlety Falls ed Henrietta e Lorne sono al settimo cielo per la pubblicità che ne otterranno. Il problema è che la casa va pulita da cima a fondo per l'occasione e nella cosa sono coinvolti anche Jay e Rekkit. Henrietta mette il coniglio a pulire una macchia su un muro e dà a Jay una lista interminabile di pulizie da fare. Rekkit non riesce a pulire le macchie sul muro in nessun modo e allora ricorre alla magia, evocando una pistola spray e anche un altoparlante di nome Avvertenza che dà una serie di avvertenze inutili. Jay dice a Rekkit: "nessuno legge mai le avvertenze", proprio mentre Avvertenza sta avvisando Rekkit contro l'utilizzo del prodotto spray in una giornata fredda e ventosa. Lo spray magico pulisce tutta la casa alla perfezione, ma dopo averlo usato la casa stessa comincia a starnutire. Comincia anche a colare del muco verdastro sopra al camino. Jay e Rekkit si ricordano allora dell'ultimo avviso di Avvertenza, fingendo ignoranza davanti ai genitori. Jay dice di essere convinto che la casa si possa curare. Dopo vari tentativi fallimentari, Jay decide di andare a giro per la città a cercare Avvertenza, che si trova a dare consigli in piscina. Avvertenza rivela a Jay e Rekkit di sapere come curare la casa ma di non volerglielo dire perché tanto nessuno la ascolta. Jay allora convince Avvertenza ad aiutarli a patto di trovare qualcuno che la ascolti. Jay e Rekkit allora portano Avvertenza da Bean, Sam e George suggerendole cosa dire a seconda del personaggio. Poi Jay e Rekkit la portano a casa, dove Avvertenza dice di coprire l'intera casa di erba per tenerla calda e farla guarire. Nel frattempo però sono già arrivati i turisti, che si meravigliano della "casa-giardino". Jay dice ai genitori di cominciare a suonare e la festa ha inizio.

### Un invito magico
Jay, Wally e Bean lanciano un razzo giocattolo che però non funziona e viene inghiottito per sbaglio da Rekkit. I ragazzi rivelano che in realtà quello era il loro progetto per il concorso scolastico. Rekkit allora si offre di usare la magia per recuperarlo, ma Jay rifiuta. In quel momento, arriva un postino da Chakabrak che recapita a Rekkit un invito da parte di un club di maghi ad esibirsi con il numero dell'"armadio della rovina". Peccato che Rekkit non conosca né il club, né i maghi, né il luogo, né il numero. Jay, Wally e Bean allora decidono di andare con lui per capire cosa c'è sotto. Una volta entrato nella villa, Rekkit viene assalito da tre ragazze che gli chiedono l'autografo e vogliono essere scelte tutte come assistenti, cosa che Rekkit accetta prima di recarsi nel suo camerino. Cercando il camerino di Rekkit, Jay, Wally e Bean vengono risucchiati in una stanza e finiscono in un cassonetto, da dove riescono a vedere la vera forma delle tre ragazze (tre animali chakabrakkiani) e vedono anche Yoshimi che spiega loro il piano per catturare Rekkit durante la sua esibizione. I tre ragazzi riescono poi a trovare il camerino di Rekkit e gli spiegano cosa hanno visto, ma Rekkit non crede loro e va in scena lo stesso. Jay allora usa i costumi di scena che trova nel camerino per fare un travestimento per sé, Wally e Bean. Comincia lo spettacolo di Rekkit, fino ad arrivare al momento dell'"armadio della rovina". Proprio in quel momento arriva "il grande Schmuftini" (cioè i tre ragazzi uno sopra l'altro travestiti), che rivela la vera natura delle ragazze. Nel frattempo, Bean trova il razzo e lo usa per catturare i tre animali fino a farli finire dentro l'"armadio della rovina", che Rekkit usa per trasformarli in pupazzetti inoffensivi, sventando il piano di Yoshimi.

### I malvagi Wally e Bean
A Muddlety Falls si celebra "il giorno dell'ambiente". Per cercare i vestiti adatti, Rekkit apre un portale per Chakabrak, dentro al quale finiscono Wally e Bean. Quando Rekkit li tira fuori, però, i due sembrano cambiati e si dimostrano malvagi. Jay capisce che c'è qualcosa che non va quando Bean non vuole del formaggio, quindi chiede a Rekkit di aprire un portale per Chakabrak, però la magia del coniglio non funziona. Rekkit allora usa il suo mini-Rekkit e gli fa aprire un portale, che però è troppo piccolo per permettere a Rekkit di passare. Allora il coniglio manda Jay e mini-Rekkit, i quali appena arrivati a Chakabrak trovano subito Wally, che viene adorato dai chakabrakkiani perché al contrario di loro non è magico, riesce a vedere solo con gli occhi aperti e usa le mani per aprire le porte. Jay spiega a Wally cosa sta succedendo a Muddlety Falls, dove nel frattempo Rekkit fissa il portale con un coperchio di un bidone e insegue i duplicati malvagi di Wally e Bean. A Chakabrak, Jay fa vedere ai chakabrakkiani che anche lui apre le porte con le mani e gli abitanti abbandonano Wally perché non è poi così speciale. Wally si convince allora a seguire Jay e trovano Bean. Rekkit intanto prova a usare la magia contro i duplicati malvagi ma senza riuscirci. A Chakabrak, Jay capisce che Bean in realtà sta involontariamente bloccando la macchina magica di Rekkit tenendo una leva abbassata perché gli era stato promesso in cambio del formaggio. Jay convince Bean a lasciare la leva e in quel momento la magia di Rekkit torna alla sua potenza normale, Jay, Wally e Bean vengono ritrasportati a Muddlety Falls e i duplicati a Chakabrak. Tutto torna alla normalità, ma Jay, Rekkit, Wally e Bean vengono puniti dal preside Grumble che li costringe a pulire la città dai resti delle scorribande dei cloni malvagi.

### Domenica per sempre
Jay scopre sul calendario che "domani è lunedì" ed è il giorno della consegna della pagella. Jay ha paura di avere brutti voti ed essere messo quindi in punizione. Rekkit allora evoca un bruco che mangia tutti i lunedì dal calendario. Per evitare che la pagella venga consegnata per posta, Rekkit fa mangiare al bruco tutti i giorni della settimana tranne la domenica. Quindi adesso tutti i giorni sono domenica. Jay non ci crede finché non vede davvero che la mattina dopo i genitori non lo svegliano per andare a scuola. Peccato però che Henrietta e Lorne portino Jay dalla nonna Greta, cosa che lui non gradisce affatto. Anche alla tv Jay non è contento perché ci sono sempre gli stessi programmi, e neanche a cena perché ci sono solo avanzi poiché i negozi la domenica sono chiusi. Il ciclo delle domeniche continua e la gioia iniziale ben presto scompare. Guardando la tv, Jay scopre che sabato aprirà un nuovo parco divertimenti e lui ci vuole andare. Il problema è che i sabati non esistono più. Questa è la goccia che fa traboccare il vaso e Jay decide di ripristinare il calendario normale e correre il rischio della pagella. Il bruco però, invece di sputare gli altri giorni, mangia pure le domeniche, eliminando completamente il tempo. A quel punto Jay e Rekkit si trovano all'improvviso in un ambiente surreale completamente bianco e privo di riferimenti, dove il tempo non esiste. Lì trovano il bruco e lo inseguono, finché mentre il bruco è addormentato Rekkit gli disegna una gabbia intorno con una matita magica, intrappolandolo. Il coniglio disegna anche un sidecar, con cui va a prendere la nonna Greta e il suo cane. Il cane comincia a leccare il bruco, che ne è spaventato e per reazione sputa tutti i giorni del calendario, facendo tornare il mondo alla normalità. A Jay viene consegnata la pagella, ma quando il ragazzo chiede alla mamma di potere andare al parco divertimenti, scopre che il bruco ha mangiato i suoi voti.

### L'esperto dei boschi
Gli Schmuftin sono in gita al bosco con Wally e Bean. Rekkit sta per dire a Wally che Jay pensa che il suo zaino sia orribile, ma prima che riesca a dirlo viene portato via da Jay che gli dice che a volte bisogna "alterare la verità" per non far soffrire le persone. Rekkit ne resta colpito e comincia a farlo troppo, convincendo Henrietta e Lorne a lasciare andare i ragazzi da soli dicendo di essere un grande esperto dei boschi. Rekkit continua a mentire (alias "alterare la verità") e ogni volta che lo fa gli si allungano le orecchie, proprio come a Pinocchio il naso. Rekkit capisce che qualcosa non va perché all'età di 213 anni non può essere ancora in fase di crescita. Mentre cerca cibo nella foresta, Rekkit lancia un incantesimo facendo crescere all'improvviso gli alberi. Jay gli chiede se ha fatto qualche magia e il coniglio nega e le orecchie gli continuano a crescere, costringendolo a tenerle intorno alla testa a mo' di turbante. A un certo punto, Jay parla in privato con Rekkit e il coniglio gli spiega cosa è successo. Jay è costretto ad ammettere che "alterare la verità" significa mentire e dice a Rekkit di non farlo più. Un orso attacca Wally e Bean, costringendoli a rifugiarsi in cima a un albero. Jay prende lo zaino di Wally, dicendogli nel frattempo la verità sul fatto che non gli piace, e lo usa per spaventare l'orso da quanto è brutto, salvando i due amici. Rekkit comincia a dire tutta la verità e più lo fa più le orecchie gli si accorciano, fino a tornare normali.

### Il biglietto di San Valentino
È il giorno di San Valentino e il bullo George non ha ricevuto nessun biglietto. Rekkit allora evoca da Chakabrak il "ragazzo gavettone", i cui gavettoni fanno innamorare per magia. Rekkit gli chiede di lanciarne uno ad Alexandra per farla innamorare di George, ma il ragazzo gavettone sbaglia mira e colpisce Sarah, che si innamora del bullo. Jay entra nel panico e chiede al ragazzo gavettone di lanciare un contro-incantesimo su Sarah, che invece finisce su Jay stesso. Rekkit si improvvisa oculista e capisce che il problema del ragazzo gavettone è un problema di vista e gli fa mettere degli occhiali. I tre tornano allora da Sarah e George e il ragazzo gavettone colpisce Sarah con il contro-incantesimo, che però la fa innamorare di se stesso perché piace anche a lui, il quale fa anche sì che un sacco di altre ragazze si innamorino di Jay, inseguendolo fino alla tavola calda, dove incontra George. Il bullo minaccia Jay perché vuole essere lui quello a cui le ragazze corrono dietro. A Jay non pare il vero e dà i suoi vestiti a George che si fa inseguire dalle ragazze. Liberatosi delle inseguitrici indesiderate, Jay trova il ragazzo gavettone seduto accanto a Sarah nel giardino di lei. Sarah chiede al ragazzo gavettone di combattere per lei e lui inizia a lanciare palloncini contro Jay. Rekkit si mette in mezzo e li inghiotte tutti, diventando gigante. Jay e Rekkit riescono a cambiare gli occhiali del ragazzo gavettone con un paio che rende le ragazze spaventose. Quest'ultimo si spaventa e dà a Jay un contro-incantesimo da lanciare su Sarah. Alla fine Jay racconta tutto l'accaduto a Sarah, che ci crede solo perché è Jay a raccontarglielo.

### Come un videogioco
Rekkit sta facendo vedere a Jay una tv sulla sua pancia, quando il segnale va via e Jay cerca di risistemare le orecchie-antenne. Nel frattempo, le gemelle Evita e Marisol stanno giocando a un videogioco, quando i loro comandi si guastano e prendono il controllo di Rekkit attraverso le orecchie-antenne. Le gemelle vedono dal loro televisore attraverso gli occhi di Rekkit. Decidono allora di far combinare guai al coniglio con l'intenzione di farlo cacciare da casa e prenderlo per sé. Jay non capisce cosa stia succedendo e chiama Arnold da Chakabrak, che capisce che "il cervello di Rekkit è sotto il controllo di qualcosa di potente ed egoista e neanche intelligente". Arnold allora evoca da Chakabrak Blagitte, la ex di Rekkit, e Jay le spiega che Rekkit ha perso il controllo. Blagitte comincia a ballare, prendendo lei il controllo di Rekkit a momenti. Il controllo del coniglio passa di mano tra le gemelle e Blagitte più volte, fino a quando i comandi delle gemelle si sovraccaricano, rompendosi  definitivamente e facendo tornare Rekkit in sé. Dopo essersi chiarita con Rekkit sul loro passato a Chakabrak, Blagitte torna sul loro mondo. Alla fine, Jay e Rekkit capiscono cos'è successo perché vedono le gemelle litigare in giardino rinfacciandosi a vicenda l'accaduto e decidono di vendicarsi con un paio di joypad e un po' di magia.

### Una lingua birichina
Jay ha progettato una macchina del tempo e ha bisogno della magia di Rekkit per realizzarla, ma nota che Rekkit resta imbambolato davanti alla tv e si sta impigrendo. Per ritirarlo su finge di soffocare, ma Rekkit pensa che abbia perso la voce, allora per fargliela tornare fa un incantesimo, che però ha l'effetto di staccare la lingua dal corpo di Jay. La lingua se ne va uscendo di casa ed è adesso che Jay non riesce davvero più a parlare. Jay muto, Rekkit e Wally vanno a cercare la lingua di Jay a giro per la città. La trovano ma la lingua salta su una macchina e fugge via. Wally si ricorda che Sarah le ha detto che sarebbe andata alla tavola calda e le sarebbe piaciuto che Jay passasse da lì. Allora Jay scrive un piano su un pezzo di carta e lo fa leggere a Rekkit e Wally. Jay entra nella tavola calda e trova Sarah a un tavolo. Rekkit si mette di nascosto dietro la sedia di Jay e prende il controllo della parola di Jay per magia, ma gli fa fare una brutta figura. Intanto Wally trova la lingua ma non riesce a fermarla. Sarah se ne va proprio mentre la lingua entra nella tavola calda, inseguita da Wally. Si genera una gran confusione nella tavola calda che fa scappare tutti i clienti. Nella confusione, la lingua di Jay finisce in bocca a Rekkit. Sarah ritorna e chiede che cos'è successo. Alla fine, Jay riprende la sua lingua e spiega tutto a Sarah, che se ne va a studiare con Alexandra. Rekkit chiede scusa a Jay e per farsi perdonare gli costruisce la macchina del tempo, che Jay vuole subito usare per tornare a casa prima che succeda il tutto. Rekkit lo avvisa che così facendo non ricorderanno più nulla, ma è troppo tardi e la macchina è già entrata in funzione. ritornano all'inizio dell'episodio e succede tutto di nuovo.

### Super muscolosi
Jay e Rekkit vanno a casa di Sarah, dove c'è anche Alexandra. Le due ragazze però invece di uscire con Jay e Rekkit decidono di andare al centro commerciale. Il ragazzo e il coniglio sentono Alexandra che dice a Sarah che vuole farle conoscere un ragazzo di nome Thor, che Jay e Rekkit pensano sia un wrestler. Jay allora pensa che alle ragazze piacciano i ragazzi muscolosi e vuole diventarlo anche lui, ma "la ginnastica è troppo faticosa". Allora, vanno dal macellaio e Rekkit fa un incantesimo per trasformare tutta la carne in muscoli per sé e Jay. Per strada i nuovi Jay e Rekkit muscolosi incontrano Sarah e Alexandra, mettendosi in mostra, ma le due ragazze non sembrano interessate. Alla fine però acconsentono a farsi accompagnare al cinema, ma vedendo che le ragazze non sembrano aver notato i muscoli, Jay e Rekkit tornano in macelleria e ripetono l'incantesimo, facendosene crescere ancora di più (Jay assume un aspetto vagamente simile a Goku di Dragonball). Al cinema fanno una brutta figura e Sarah e Alexandra pensano di andare sulla spiaggia credendo che Thor sia lì. Jay e Rekkit equivocano ancora, pensando che vogliano andare ad assistere a una gara di body building in spiaggia. La gara di body building c'è davvero ed è sponsorizzata dal marinaio Sam. Vedendo i muscoli dei partecipanti, Jay e Rekkit tornano per la terza volta in macelleria, poi tornano alla spiaggia e mettono in mostra la loro forza, mentre non si accorgono che nel frattempo Sarah e Alexandra se ne sono andate. Lo notano solo quando sentono le due ragazze gridare aiuto, accorrendo subito. Il problema è che le due ragazze si sono trovate davanti a una serie di balene spiaggiate, che vanno rimesse in acqua. Jay e Rekkit allora improvvisano una gara di "lancio della balena estremo", che viene a sua volta sponsorizzata da Sam, che nel frattempo aveva chiuso la gara di body building "per mancanza di interesse". Jay sembra aver vinto la gara, quando tutta l'acqua sollevata dalle balene inonda la spiaggia. Sarah rimprovera Jay e Rekkit, che dicono loro che l'hanno fatto per attirare la loro attenzione. Si scopre però che Thor in realtà non è un wrestler, ma un nerd. Inoltre, Sarah dice a Jay che lui le piaceva più come era prima, senza i muscoli sviluppati.

### Una notte nella chakabrateka
Rekkit si accorge di non aver restituito un libro alla "chakabrateka" (la biblioteca di Chakabrak) e di essere in ritardo di 80 anni. Lui e Jay decidono allora di andare di notte e riportare il libro di nascosto. Rekkit teletrasporta entrambi all'interno della biblioteca, dove Rekkit dice a Jay di stare attento a "non svegliare i libri". Riescono a riporre i libri, ma mentre escono Rekkit dice a Jay che non l'ha mai letto e il ragazzo lo convince ad andarlo a riprendere. Nel farlo, Rekkit inavvertitamente sbatte contro una parete di libri, facendone cadere uno e svegliandone il personaggio principale (un fungo), che Jay però riesce a rimettere nel libro. Nel processo, però, altri libri cadono e si animano vari personaggi di ogni tipo. Rekkit spiega a Jay che devono rimettere ogni personaggio nel rispettivo libro. Rekkit allora pensa di andare dal mago del libro che non ha mai letto (il mago di "Oozy"), che però è uscito dal libro e se n'è andato via. Jay e Rekkit, a suono di rap, lo ritrovano ma impigrito da 80 anni in cui nessuno l'ha letto. Alla fine però riescono a convincerlo ad aiutarli e con il suo aiuto rimettono tutti i personaggi nei rispettivi libri. Nel frattempo è arrivata l'alba, il mago di Oozy rientra nel suo libro e Rekkit apre un portale attraverso cui lui e Jay ritornano a casa.

### Il fischietto magico
A Muddlety Falls c'è la "battaglia delle band" e Jay ha deciso di partecipare. Arrivati sul posto, lui e Rekkit scoprono che Sarah, Bill, Wally, Bean e il bullo George hanno formato una band. Jay si lamenta di non essere stato coinvolto e Rekkit gli propone di provare a suonare il "fischietto di Chakabrak", il cui suono però piace solo a Rekkit. Sarah dice a Jay di imparare a suonare uno strumento e il ragazzo replica che hanno fatto entrare nella band un bullo. Jay: "Vi ha forse minacciato per poter far parte della band?" Wally: "In effetti sì... però è piuttosto bravo!" Infatti George suona il sassofono piuttosto bene. Jay allora si allontana, seguito da Rekkit che ha le unghie dei piedi (o, meglio, delle zampe) molto lunghe. Jay allora gli consiglia di andare da miss Irma, che gestisce un salone di bellezza in città dove si serve sempre Lorne. Rekkit ci va e Irma prova a tagliargli le unghie, senza riuscirci. Nel frattempo, Jay in giardino ha inventato uno strumento musicale, chiamandolo "Jayxofono", grazie al quale riesce a entrare nella band. Miss Irma intanto è riuscita a tagliare le unghie di Rekkit, che però fanno apparire delle zampe giganti e lo inseguono. Il coniglio telefona al "servizio informazioni di Chakabrak", che gli consiglia di scappare. Rekkit scappa al parco, dove c'è la battaglia delle band, ma una delle zampe distrugge il Jayxofono saltandoci sopra. Il resto di loro sta seminando il panico in città. Trovatisi in un vicolo cieco mentre le zampe li stanno raggiungendo, Rekkit chiede a Jay di suonare il fischietto di Chakabrak, scoprendo che il suono del fischietto placa la loro ira. Jay allora usa il fischietto a mo' di "pifferaio magico", facendosi seguire dalle zampe fino alla foresta, dove Rekkit apre un portale, anima il fischietto in modo che suoni da solo e fa sì che il fischietto finisca nel portale seguito dalle zampe giganti. Alla fine, Jay viene ammesso lo stesso nella band suonando una nota sola con il triangolo. Nella scena finale, si scopre che le zampe giganti sono finite proprio nell'ufficio dell'operatore telefonico del servizio informazioni di Chakabrak.

### Un nuovo inquilino
Da Chakabrak, arriva un rana-messaggio per Rekkit da parte dei suoi genitori che hanno affittato la sua camera e gli chiedono cosa farne dei suoi ricordi d'infanzia. Rekkit porta Jay a casa sua a Chakabrak, trovando la sua camera vuota e Booyah come nuovo inquilino. Rekkit e Jay spiegano ai genitori di Rekkit che Booyah in realtà è malvagio, nonostante le apparenze e i comportamenti gentili, ma loro non ci credono. Rekkit e Jay litigano e quando Jay esce da camera di Rekkit, Booyah, che stava spiando tutto, si registra mentre racconta che tutto questo fa parte del suo stesso piano per far sì che Jay lo porti via con sé al posto di Rekkit, in modo da poter diventare un mago famoso sulla terra e fuggire da Chakabrak. Booyah allora va da Jay e ci parla, regalandogli un videogioco e facendogli provare una tavola da skateboard magica. Jay vuole che anche Booyah ne provi una, ma il coniglio azzurro non sa andare molto bene sullo skateboard e si scontra con Jay, non accorgendosi di aver perso il suo registratore portatile nell'incidente. A quel punto Booyah chiede a Jay di portarlo con sé a Muddlety Falls, convincendolo. Mentre Booyah va a salutare Rekkit e i suoi genitori, Jay trova il registratore. Booyah dice a Rekkit e famiglia che si trasferirà a Muddlety Falls con Jay, facendo restare Rekkit a bocca aperta. Jay però entra nella stanza con "la completa confessione di Booyah", che fa sparire il registratore per magia prima che Jay possa farne ascoltare a tutti il contenuto. Jay allora chiama una rana-messaggio su cui aveva registrato il contenuto del registratore per sicurezza e fa ascoltare a tutti la confessione di Booyah, che viene cacciato fuori casa da Rekkit, il quale poi dice ai genitori: "avendo ormai più di 200 anni, non credo che sia più il caso che viva con voi", promettendo ai genitori di tornare comunque a trovarli e che saranno sempre i benvenuti a Muddlety Falls, tornando poi a casa di Jay con il ragazzo.

### Lavoro e magia
Lorne dà a Jay un cartonato del suo calciatore preferito come premio per i buoni voti sulla pagella. Jay scende per cercare Rekkit, ma il coniglio era a dormire in un cassetto in camera di Jay e trova un "intruso cartonato", rimpicciolendolo. Al ritorno di Jay, il ragazzo spiega al coniglio cosa era. Rekkit prova a rimediare con la magia, non riuscendoci, e decide allora di ricomprargliene uno nuovo, cercando un lavoro per procurarsi i soldi. Dopo vari tentativi falliti, trova lavoro come commesso in un negozio di articoli magici. Per errore, Rekkit fa sparire il proprietario del negozio. Jay trova il negozio e va a trovare Rekkit, facendogli vedere che gli articoli magici in vendita sono in realtà dei trucchi, ma Rekkit non gradisce perché "la magia non si fa per ingannare la gente". Nel negozio iniziano ad arrivare clienti (il marinaio Sam, il sindaco, Bean, Wally) e Rekkit trasforma in magie vere i trucchi che vende loro. Jay torna a trovare Rekkit, quando arriva il marinaio Sam che si lamenta del fatto che il suo trucco non funziona. Rekkit allora rivela di aver usato la magia su tutti i trucchi che ha venduto. Jay capisce che questa non è una cosa buona e convince Rekkit ad andare a giro per la città a cercare i trucchi e fare dei contro-incantesimi. Wally finisce dentro una scatola magica e Jay e Rekkit si lanciano dentro per salvarlo, trovandoci anche il capo di Rekkit, che lo licenzia. Con la sua liquidazione, Rekkit ricomprerà il cartonato per Jay.

### Due cavalieri un po' maldestri
Henrietta e Lorne portano Jay e Rekkit a casa di nonna Greta perché devono fare un provino fuori città e la nonna farà loro da babysitter, con la promessa che se faranno i bravi la prossima volta potranno stare da soli in casa. La nonna pretende dai due un comportamento da perfetti gentiluomini e cavalieri e li fa giocare con dei cavalieri giocattolo. La nonna adora i cavalieri e quindi Jay chiede a Rekkit di animare i cavalieri giocattolo. Rekkit fa ancora di più, trasformando la casa della nonna in un castello, Rekkit in una gentile donzella e Jay in un cavaliere. La nonna crede che Jay sia un invasore e lo insegue. Una volta nascosti, Jay chiede a Rekkit di fare un contro-incantesimo, ma il coniglio ha perso il braccialetto sinistro nell'inseguimento e quindi non può farlo. La nonna sconfigge "il famigerato cavaliere di Muddlety Falls" (Jay) e prende Rekkit-donzella sotto la sua custodia, imprigionando Jay. Con la scusa di un ballo, Rekkit cerca di afferrare le chiavi della cella di Jay, ma viene scoperto e finisce in prigione anche lui. Il re del castello si rivela essere il cane della nonna, che vuole decapitare Jay. Rekkit-donzella però lo seduce e lo convince a dare una possibilità a Jay con la "sfida della redenzione", durante la quale il re-cane rapisce Rekkit-donzella. Jay e la nonna allora si alleano per sconfiggere il re-cane. Usando un polipo chakabrakkiano, Jay e Rekkit riescono a sconfiggere il re e come premio ottengono dalla nonna il braccialetto sinistro di Rekkit, che può quindi fare il contro-incantesimo, facendo tornare tutto alla normalità. Quando tornano Henrietta e Lorne, la nonna dice loro che Jay si è comportato bene e fa capire al ragazzo e a Rekkit che si ricorda tutto della magia, avendola gradita.

### Il genio malvagio dei desideri
Jay si accorge che non c'è mai stata una volta che Sarah l'abbia considerato "forte". Proprio in quel momento la bicicletta di Sarah si rompe proprio davanti a casa di Jay e il ragazzo ci va a parlare, facendo un'altra brutta figura. Per aiutare Jay, Rekkit evoca lo scoiattolo Ronald, "signore di tutti gli spregevoli e i malvagi" nonostante l'aspetto carino. Per dimostrarlo, Ronald fa vedere a Jay la "classifica dei dieci personaggi più cattivi", in cui Ronald è al decimo posto, Asreal (dall'episodio "Micio contro Rekkit" della prima stagione) al terzo, Rekkit al secondo e Yoshimi al primo. Ronald dice di essere a Muddlety Falls per risalire la classifica e concede a Jay quattro desideri, avvisandolo che però ci saranno conseguenze. Il primo è di essere "forte agli occhi di Sarah" ed ovviamente fallisce, perché la limousine di Jay, guidata da Rekkit, si blocca tra due idranti non riuscendo a fare manovra e causando ingorghi in tutta la città. Nonostante gli avvertimenti di Rekkit sulla malvagità di Ronald, Jay esprime il secondo desiderio: "essere divertente", sempre per conquistare Sarah. Ovviamente fallisce anche questo, perché Jay fa ridere tutti anche quando è serio. Il terzo desiderio è di essere un "tipo mostruosamente forte", il che trasforma Jay in un mostro. Il quarto e ultimo desiderio è di essere "la persona che salva la lucertola del Limpopo", dato che Sarah si interessa di quel tipo di problematiche ambientali. Ronald fa fallire anche quello, poiché la ricomparsa delle lucertole del Limpopo mette a rischio di estinzione i bruchi dello Zambesi. Ronald dice a Jay che il quarto desiderio non ha fine e gli fa rivedere la classifica, in cui lui ora è salito al quinto posto. Jay compare al decimo posto della classifica per aver messo una specie naturale a rischio estinzione (il bruco dello Zambesi). Jay allora capisce che la chiave per liberarsi di Ronald è fingersi più cattivo di lui e così facendo risale la classifica fino al quarto posto, superando Ronald (i primi tre sono sempre Yoshimi, Rekkit e Asreal). Ronald, pur di non farsi superare in classifica, annulla il quarto desiderio riportando tutto alla normalità e andandosene via.

### I braccialetti nuovi di Rekkit
Per fare una corsa con Jay, Rekkit si toglie i braccialetti magici e li appoggia sul prato. Nel frattempo, Henrietta dovrebbe pulire le grondaie ma non riesce a salire perché ha paura dell'altezza. Quando trova i braccialetti di Rekkit prova a usarli per vincere la sua paura ma invece la sua magia ha l'effetto di trasformare lei stessa in una gallina, Lorne in una scatola a molla e Jay in uno gnomo. Rekkit spiega che i braccialetti magici non sono fatti per gli umani e nel tentativo di annullare la magia di Henrietta li rompe. È costretto allora ad andare a Chakabrak per prenderne un altro paio tramite un portale aperto da mini-Rekkit. Jay, Lorne e Henrietta decidono di andare con lui. I quattro entrano in un negozio di Chakabrak, in cui il negoziante rivela loro che l'unico posto dove trovare i braccialetti è sulla cima della "Montagna Impossibile". Cominciano così la scalata, al termine della quale si trova un dirupo da oltrepassare per giungere alla cima. Henrietta, ancora in versione gallina, vola fino alla cima, vincendo la sua paura dell'altezza e riuscendo a prendere i braccialetti, con i quali Rekkit riesce ad annullare la magia e far tornare tutti a Muddlety Falls sani e salvi.

### Le regole di Rekkit
Jay viene messo con la testa nel cestino dei rifiuti dal bullo George. Rekkit cerca di aiutarlo ma inutilmente. Poco dopo, Rekkit viene eletto sorvegliante scolastico senza nemmeno essersi candidato. Rekkit inizia a mandare in punizione i peggiori bulli della scuola, ma presto comincia ad abusare dei suoi poteri e manda chiunque in punizione per qualsiasi insulso motivo. Fraintendendo un suggerimento di Jay, Rekkit crea un suo quartier generale e un esercito di mini-Rekkit che ben presto mettono in punizione tutti gli alunni della scuola, inclusi Wally e Jay, che finiscono teletrasportati in una stanza chiusa a chiave. Rekkit si trova solo nei corridoi della scuola e inizia a piangere per la solitudine, il che è un'infrazione e finisce lui stesso in punizione privo dei suoi braccialetti, presi dai mini-Rekkit. Jay organizza un piano per evadere dalla stanza, ma chiede la collaborazione di tutti, compreso il bullo George. Riescono ad uscire dalla stanza tramite un condotto d'aria e tutti insieme riescono a liberarsi. Rekkit riesce anche a recuperare i suoi braccialetti, con i quali fa sparire il suo quartier generale e i mini-Rekkit, riportando tutto alla normalità. George ringrazia Jay perché "partecipare al piano (lo) ha fatto sentire contento", ma poi continua lo stesso a buttarlo nel cestino.

### Il teatro del "si fa sul serio"
Jay scopre di essere all'ultimo giorno di vacanze estive senza avere fatto niente. Su internet, Jay e Rekkit trovano una pubblicità del teatro del "si fa sul serio" e si iscrivono. Un losco personaggio consegna loro un fascicolo da consegnare a un contatto. Jay lo prende, credendo che il losco personaggio sia un attore del teatro, e con Rekkit prendono un autobus per recarsi alla destinazione. Ma il losco personaggio non era del teatro, infatti il vero regista del teatro esce a chiamare Jay quando lui e Rekkit sono già sull'autobus. Quindi i due si trovano coinvolti inconsapevolmente in una storia di vero spionaggio. Arrivando a destinazione trovano un ladro e lo affrontano credendo di recitare. Entrano nell'edificio e trovano una ragazza che assomiglia molto a Sarah che gli chiede il fascicolo, ma Jay non glielo dà. Allora un malvivente che assomiglia a Wally compare in scena dicendo di chiamarsi Marshmouth e chiedendo il fascicolo, ricevendo un ulteriore rifiuto. Marshmouth mette Rekkit e Jay a penzolare sopra il metallo fuso per spaventarli, ma inutilmente. I due prendono la ragazza con sé e vanno via preparandosi a una scena di inseguimento. Jay telefona a Lorne e Henrietta rivelando che hanno a che fare con Marshmouth. I genitori si allarmano avendo visto in tv la notizia riguardante Marshmouth e vanno a cercare Jay, finendo anche loro nelle sue mani. Jay lascia andare la ragazza e rientra con Rekkit nell'edificio, dove Marshmouth ha rapito i genitori di Jay e li ha appesi sul metallo fuso come Jay e Rekkit prima. Marshmouth chiede a Jay il fascicolo e dopo un primo rifiuto Jay glielo lancia, ma il fascicolo finisce nel metallo fuso e la polizia interviene ad arrestare Marshmouth. A casa, Rekkit e Jay scoprono che era tutto reale e festeggiano perché "nell'estate di Bill non c'è niente di tutto questo".

### La casa dell'ospitalità
Henrietta e Lorne aprono un bed and breakfast a tema alpino dal nome "La casa dell'ospitalità" in casa loro, ma non arrivano clienti. Rekkit ha l'idea di dirottare un treno di Chakabrak a Muddlety Falls. Nel treno dei "chaka-BRAK-kiani" compare uno schermo con Jay che fa pubblicità al "bed and BRAK-fast" dei suoi genitori. Tutti i passeggeri del treno diventano clienti del bed and breakfast. Poi arriva un secondo treno e poi altri ancora, fino a riempire ogni singolo angolo della casa di creature chakabrakkiane. Per liberarsene, Rekkit dice loro che il bed and breakfast deve chiudere perché gli Schmuftin avevano dimenticato che dovevano andare in vacanza, ma le creature li cacciano di casa dicendo che loro staranno bene da soli. Allora Rekkit ha un'altra idea: rendersi invisibili e spaventare le creature facendo muovere gli elettrodomestici di casa apparentemente da soli. Il piano funziona finché dura l'effetto della magia dell'invisibilità, che termina proprio davanti alle creature nel salone di casa. Jay allora ha l'idea di mandare Evita e Marisol a giocare con le creature di Chakabrak. Le gemelle riescono a scacciare le creature con la loro insistenza, ma in cambio chiedono che Rekkit giochi con loro.

### Silenzio motore Rekkit
Jay, Rekkit, Wally e Bean arrivano nella Hollywood di Chakabrak, dove incontrano lo zio regista di Rekkit, D.W., che vuole ritirarsi dopo aver diretto il suo centesimo film e scompare lasciando per terra il suo mirino. Rekkit lo raccoglie e lo indossa, trasformandosi improvvisamente in un regista autoritario. Il signor Bee, capo della Chakabrak Studios, fa firmare a Rekkit un contratto da regista. Wally ha ripreso il tutto con la sua videocamera portatile e mostra a Jay il motivo della trasformazione di Rekkit. Con una scusa, Jay riesce a togliere il mirino a Rekkit, che ritorna normale. Mentre stanno per uscire dagli studi, il signor Bee reclama che il contratto venga rispettato, così Rekkit dirige un film e glielo consegna, scoprendo in quel momento di aver sottoscritto un contratto per la realizzazione di ben cento film in un solo giorno. Con l'aiuto dei ragazzi, Rekkit riesce ad arrivare fino al numero 99, ma non ha alcuna idea per l'ultimo. Allora Jay offre al signor Bee la registrazione di Wally come centesimo film, intitolato "Silenzio, motore, Rekkit!", che vince l'equivalente degli Oscar di Chakabrak. Il signor Bee allora offre a Rekkit un contratto per mille film, con l'aggiunta di un mirino. Jay fa rifiutare Rekkit, prende il mirino e lo lancia via.

### La patente di guida
C'è una nuova parete per arrampicata a Muddlety Falls e Jay vuole andarci in compagnia di Rekkit. Jay allora chiede un passaggio alla mamma e Lorne, che però non sono disponibili. Jay esprime il desiderio di volere avere l'età per guidare e Rekkit si ricorda di avere lui stesso l'età per farlo. Rekkit porta Jay a Chakabrak nell'ufficio "per ogni tipo di patente". Rekkit viene sottoposto a un esame teorico a quiz a cui dà una serie di risposte che sembrano assurde ma che poi si rivelano corrette. Un gallo è l'esaminatore per l'esame pratico. Dopo un esame a dir poco caotico, che finisce con l'auto che distrugge la casa dell'esaminatore, a Rekkit viene data un'ultima possibilità: un rodeo su un'auto scatenata a mo' di toro. Rekkit riesce a resistere e ottiene sia la patente sia la possibilità di tenersi l'auto, con la quale Jay e Rekkit tornano a Muddlety Falls mentre un agente della polizia di Chakabrak li insegue. Un agente di polizia terrestre lo insegue a sua volta e Jay e Rekkit non sanno come far fermare l'auto. Ci riescono quando Rekkit anima un'auto femmina e la loro auto si innamora di lei e si ferma proprio davanti alla parete da arrampicata, che però è chiusa. Jay e Rekkit tornano a casa a piedi mentre i due agenti di polizia si accusano a vicenda.

### Il fiordo di Chakabrak
Jay chiede a Rekkit di fare apparire una piscina in giardino, ma quello che appare è un "fiordo di Chakabrak" completo di iceberg diretto contro la casa. Per risolvere il problema, Rekkit fa apparire un sottomarino con il quale lui e Jay si immergono. Lorne esce di casa e scopre il fiordo. Henrietta trova una lettera di Jay che spiega loro cosa sta succedendo. Nel frattempo, Jay e Rekkit incontrano un "cane del fiordo" e gli lanciano dei frisbee con le braccia meccaniche del sottomarino, cercando intanto di fuggire, ma il cane li insegue. Trovano una grotta troppo grande per fare entrare il cane e ci entrano. Dentro la grotta, una sirena incanta Rekkit, che esce dal sottomarino e nuota verso di lei. Jay prende il controllo del sottomarino, mentre l'iceberg si avvicina sempre di più alla casa. Henrietta prende un paio di remi e lei e Lorne si mettono a remare per cercare di spostare la casa dalla traiettoria dell'iceberg. Intanto, in profondità, Jay consulta un manuale di istruzioni e trova una leva che trasforma il sottomarino in una sala karaoke. Jay inizia a cantare una canzone assurda e stonata, ma che ottiene l'effetto di annullare l'incantesimo della sirena su Rekkit che ritorna a bordo inseguito dalla sirena. Quando escono dalla grotta, il cane e la sirena si incontrano e restano a giocare tra loro mentre Jay e Rekkit arrivano sul fondo dove c'è un tappo per scaricare l'acqua. Jay esce dal sottomarino per affrontare il guardiano (un polipo), mentre Rekkit consulta il manuale di istruzioni e trova il modo per distrarre il polipo guardiano: batterlo a morra cinese costringendolo a usare tutte le sue braccia. Con il guardiano distratto, Jay riesce ad attivare il tappo e l'acqua scompare.

### Ritorno al passato
Lorne riceve la visita di Mikey, un suo amico di gioventù. Su un album fotografico del 1988 si vedono loro due giocatori di basket. A quei tempi Lorne aveva come soprannome "Rigetta", perché vomitava sempre. Era il giocatore peggiore della squadra, così, dopo aver mandato via Mikey, Jay decide di aiutarlo. Rekkit e Jay vanno indietro nel tempo fino al 1988 per cercare di aiutare il Lorne del tempo, fingendosi due studenti cinesi. Nonostante il loro impegno e la magia di Rekkit, non riescono a trasformarlo in un campione. Scoprono però che Lorne è una frana in attacco ma ha un talento naturale per la difesa. Questa scoperta trasforma Lorne nel giocatore più bravo della squadra come difensore. Tornando al presente vedono un Lorne famoso, che abita in casa delle gemelle e possiede un'auto fuoriserie. Muddlety Falls è diventata Lorneville. Lorne vorrebbe abbattere la casa di Wally per regalare tutto il parco alla mamma. Per impedirlo, Rekkit e Jay ritornano nel 1988, si travestono da grande giocatore della squadra avversaria di Lorne, e lo sconfiggono atterrandoci sopra. Lorne prende così il soprannome di "Sogliola", mentre Mikey vomita e prende lui il soprannome di "Rigetta".

### Chi troppo vuole...
Jay si lamenta del fatto che non lo ascolta mai nessuno, allora Rekkit fa venire da Chakabrak Abab buba, una specie di banjo con una sola corda che se pizzicata fa sì che tutti prendano in considerazione i suggerimenti di Jay come se fossero idee fantastiche. Ma Jay si fa prendere la mano e suggerisce addestramenti di circo per gli insegnanti, che esca succo di mirtillo invece di acqua dalle fontane e di sostituire i marciapiedi con ruscelli e scivoli d'acqua. Jay arriva al punto di farsi fare una statua gigante e di ribattezzare una piazza della città con il suo nome. Rekkit dice a Jay che alcune delle sue idee non sono così fantastiche, ottenendo per risposta di andare a farsi controllare la vista, cosa che Abab prontamente realizza. Jay però realizza presto che Rekkit aveva ragione e suggerisce che nessuno dia più ascolto ai suoi suggerimenti, confessando tutto davanti a tutti gli abitanti della città. Bubba inizia a realizzare i suggerimenti strampalati degli abitanti, generando il caos nella città. Nel frattempo, Rekkit dice all'oculista quello che vede fuori dalla finestra invece che sul cartellone e ottiene quindi degli occhiali decisamente non adatti a lui. Jay ritrova Rekkit e lo convince a suggerire a Bubba che nessuno tranne Rekkit suggerisca più nulla. Jay quindi taglia la corda di Abab, liberando così una creatura di Chakabrak da un incantesimo malvagio.

### La statua di Muddlety
A Muddlety Falls c'è una gara per il miglior discorso sul fondatore della città, Muddlety, e Jay vuole partecipare. Henrietta gli suggerisce di andare in biblioteca a fare una ricerca, ma per strada Jay incontra Wally che ha già preso tutti i libri su Muddlety in circolazione. Rekkit allora anima la statua di Muddlety nella piazza della città, riportandolo in vita, cosa che presto viene scoperta da tutti gli abitanti della città che si accalcano intorno a lui portandolo via. Per far ritornare Muddlety, Rekkit si trasforma in gentile donzella che ha perso il suo gattino (Jay trasformato in gatto) su un albero. Il popolo spinge Muddlety ad aiutare, ma lui non riesce a scendere dall'albero. Rekkit allora fa scomparire l'albero e Muddlety confessa di non essere affatto l'eroe che tutti credono e se ne va. Più tardi, Jay e Rekkit ritrovano Muddlety e cercano di allenarlo ad essere un eroe, non riuscendoci e facendolo cadere in un precipizio. Muddlety resta impigliato a un ramo sporgente nel vuoto e Jay va ad avvisare gli abitanti della città e li convince ad aiutarlo tirando su Muddlety con una corda fatta di fazzoletti annodati. Rekkit fa atterrare Muddlety dolcemente in una piscina invece di farlo schiantare a terra. Il giorno dopo, Jay racconta l'accaduto nella gara di discorsi, che però viene vinta da Wally con un discorso in  rima.

### Gli antenati di Rekkit
A Chakabrak, nella casa dei genitori di Rekkit c'è una perdita nelle tubature. Rekkit rivela di avere una laurea da idraulico e cerca inutilmente di ripararla. Jay e Rekkit vengono infatti risucchiati nella preistoria di Chakabrak e incontrano gli antenati di Rekkit. Rekkit insegna loro tutto ciò che sa sulla magia e regala loro due bracciali magici in pietra. Jay vede che il portello del passaggio è sommerso dall'acqua e va ad avvisare Rekkit, ma lo trova a ballare insieme a tutti i suoi antenati, che si accorgono dell'accaduto mentre l'acqua entra ad allagare la "pista" da ballo. Rekkit usa la magia ma appaiono delle api e i suoi antenati ne fanno apparire il doppio e più grosse. Jay costruisce una chiave inglese con una corda, un remo, e un bracciale magico di un antenato, con cui riapre il portello. Jay e Rekkit lasciano gli antenati e ritornano a casa dei genitori di Rekkit. I genitori di Rekkit dicono che è meglio vivere con una perdita nelle tubature, piuttosto che senza figlio.

### Frankenrekkit
Rekkit scende in cantina e trova Jay, Wally e Bean intenti a preparare una mega-graffetta per il "festival delle piccole grandi cose" del giorno dopo. Rekkit la realizza in un attimo con la sua magia, proponendo anche altre alternative, come un mega-calzino o un mega-scarafaggio. Rekkit è visibilmente malato e non riesce più a parlare, se non tramite un cappello traduttore di Chakabrak. Dentro la bocca di Rekkit, il dottore trova quattro tonsille canterine e scappa via spaventato. Rekkit spiega a Jay che cantano perché sono infette e l'unico modo di liberarsi di loro è spaventarle. Jay ci prova in diversi modi senza riuscirci, fino a provare con un cocktail disgustoso che non solo non funziona, ma trasforma Rekkit rendendolo verde. Jay è impazzito e non sa più cosa fare, così Rekkit propone di usare la magia e per impedirglielo le tonsille gli paralizzano le braccia soffiando. Jay sviene urtando contro un braccio paralizzato di Rekkit, il quale esce di casa barcollando e inciampando in qualsiasi cosa, fino ad arrivare nella piazza della città, dove viene scambiato per uno zombie dagli abitanti, che lo vogliono bruciare con le torce. Nel frattempo, Jay si riprende e dalla finestra vede Rekkit inseguito dagli abitanti della città. Rekkit arriva in un parco, dove lo raggiunge Jay che rivela agli abitanti che si tratta di Rekkit. Le tonsille, spaventate dall'accaduto, se ne vanno dalla bocca di Rekkit e tornano a Chakabrak. In quel momento, Rekkit guarisce completamente.

### Avventura nello spazio
Una notte Jay, Wally, Bean, Rekkit e Lorne stanno osservando lo spazio con un cannocchiale. Rekkit rompe il mirino e lo ripara con la sua magia, facendo anche comparire un frigorifero nello spazio diretto verso la terra. Jay propone di andare nello spazio per fermarlo con un'astronave magicamente evocata da Rekkit. Bean e Lorne fanno da controllo a terra, mentre Jay è il capitano dell'astronave, con Rekkit e Wally a fargli da equipaggio. Dopo il lancio, Jay si accorge che il frigorifero è ancora troppo lontano e allora Rekkit fa prendere "una scorciatoia all'astronave attraverso un tunnel spazio-temporale". Nel frattempo, Bean e Lorne si addormentano. Quando l'astronave esce dal tunnel, si trova affiancata da un'astronave gemella, con equipaggio un Jay, Rekkit e Wally distorti che rivelano a quelli reali che anche loro hanno come obiettivo il frigorifero. Per sbarazzarsi di loro, Rekkit gli dice che il sole è fatto di yogurt gelato e l'astronave fasulla ci si dirige ad alta velocità. Liberatisi dagli antagonisti, i veri Jay, Rekkit e Wally entrano nel frigorifero e cercano di arrivare all'interruttore, senza farcela perché si incagliano in una melanzana. L'astronave fasulla li tira fuori, rivelando che sono andati sul sole "a prendere lo yogurt gelato" e poi sono andati nel freezer per conservarlo. Lorne e Bean intanto si risvegliano. Le due astronavi insieme riescono ad azionare l'interruttore e spegnere il frigorifero. Tornando verso la terra, si vede che l'astronave è inseguita da un'intera batteria di elettrodomestici giganti.

### Quel bullo di Rekkit
Jay subisce atti di bullismo da George sotto gli occhi di Rekkit, Wally e Bean. Jay chiede a Rekkit di fare qualcosa con i suoi poteri magici. Rekkit lancia un incantesimo che ha come effetto quello di invertire i ruoli tra George, che diventa affettuoso verso Jay, e Rekkit, che diventa un bullo. Jay chiede a Rekkit di annullare la sua magia, ma lui rifiuta. La confraternita dei bulli di Chakabrak si accorge che c'è un nuovo chakabrakkiano bullo (Rekkit) e si presentano da lui per insegnargli a comportarsi da bullo, invitandolo a Chakabrak per una lezione. Rekkit accetta e si trova a dover compiere varie azioni da bullo. Intanto George prova a lanciare incantesimi in camera di Jay, disturbandolo mentre fa i compiti. Jay decide allora di andare a cercare Rekkit, che nel frattempo viene iniziato nella confraternita dei bulli di Chakabrak. L'iniziazione consiste in una smutandata da dare a Jay. Rekkit non è convinto, ma in seguito alle prese in giro dei membri della confraternita accetta a malincuore. A scuola, Jay e Rekkit si incontrano nel corridoio correndosi incontro e Rekkit lancia una smutandata magica contro i confratelli. Questo annulla l'incantesimo riportando Rekkit e George ai rispettivi ruoli naturali. I confratelli subiscono un atto di bullismo per la prima volta in vita loro e capiscono come ci si sente da vittime.

### Il treno volante
In una sera di pioggia, Henrietta e Lorne sono entusiasti di giocare a "Circonvoluzione" (un gioco da tavolo), ma Jay e Rekkit si addormentano a causa delle regole troppo complicate. Rekkit allora, per fare qualcosa di divertente, evoca una capsula magica in giardino. Tutta la famiglia ci entra e si trovano in una specie di sala giochi che poi decolla e viene aggianciata come ultima carrozza da un treno volante. Viene annunciata la fermata successiva del treno, che è dentro il cratere di un vulcano. Rekkit rivela che sui treni di Chakabrak ci sono sempre delle tute protettive dentro la prima carrozza. Allora tutti corrono verso la testa del treno. Nelle carrozze che attraversano ci sono nell'ordine una pista per macchine da autoscontro, uno scenario tipo vecchio videogioco platform e un labirinto tipo Pacman. Alla fine riescono a mettersi le tute e si trovano davanti al boss finale. Jay riesce a sconfiggerlo e viene rivelato che in realtà il boss finale è Gerry, un amico di Rekkit che lui aveva chiamato per ravvivare la serata. Jay prende i comandi del treno, che assomigliano a joystick e tasti di un joypad e riesce a evitare che il treno finisca contro il vulcano.

### La sesta dimensione
Lorne ha comprato una nuova tv per vedere meglio "Sfide camioniste nello spazio", ma prima Jay e Rekkit si mettono a guardare "Guardia fantasma". Jay chiede a Rekkit una tv 3D, ma lui "fa di meglio" e fa un incantesimo per attivare il 6D. Il risultato è che Jay e Rekkit si trovano dentro al programma che stavano guardando. Rekkit però si trova senza braccialetti a causa dei guanti da supereroe, quindi non può riportare se stesso e Jay nel mondo reale. In "Guardia fantasma", Rekkit riesce a rubare un portale transdimensionale e il suo cristallo da Capitan Malvagio. Mentre precipitano nel vuoto, Lorne cambia canale e Jay e Rekkit si trovano in un quiz con il cristallo in premio e lo vincono. Lorne cambia di nuovo canale e si trovano prima nel programma di pesca "Più grande è, meglio è", dove un pesce ruba il portale a Rekkit, e poi in "Sfide camioniste nello spazio", dove Jay sfida i camionisti a costruire un portale transdimensionale con il cristallo in loro possesso in soli dieci minuti. Lorne si accorge che Jay è nel programma e premendo tasti a caso sul telecomando fa apparire Capitan Malvagio e il conduttore del quiz nel programma dei camionisti. Jay attiva il portale, riportando tutti quanti (se stesso, Rekkit, Capitan Malvagio, il conduttore del quiz, i due camionisti e un enorme pesce dal programma di pesca) nel salotto di casa.

### Festa sulla spiaggia
Henrietta e Lorne festeggiano il loro ottavo anniversario di nozze e riguardano le vecchie foto di quando si sono conosciuti ad una festa sulla spiaggia. Jay chiama Rekkit per vedere le foto, ma lui arriva di corsa e inciampa sugli scalini di casa. Nel cadere i braccialetti magici si toccano tra loro e parte un incantesimo che cancella i ricordi di Henrietta e Lorne, che si spaventano di fronte a Rekkit non riconoscendolo e fuggono in casa. Jay raduna Wally, Bean, Sarah e Alexandra per decidere cosa fare e stabiliscono di ricreare la festa sulla spiaggia in cui Henrietta e Lorne si sono conosciuti. Jay e Rekkit vanno a Chakabrak per procurarsi il necessario, mentre gli altri preparano la spiaggia e distribuiscono volantini. Rekkit crea una luna piena e la mette in cielo. La festa ha inizio. La band canta "La febbre del surfista". Henrietta e Lorne vengono portati separatamente alla festa. A un certo punto si scatena una tempesta e tutti si rifugiano nella capanna del marinaio Sam, dove Jay capisce che la tempesta è stata causata dalla luna piena che Rekkit ha creato magicamente. Non appena Rekkit la toglie, la tempesta cessa. Jay e Rekkit trovano Henrietta e Lorne su una palma. La loro memoria nel frattempo è tornata e raccontano di come fu proprio una tempesta a farli incontrare.

### Incontra gli Schmuftons
(Nota: Schmufton è il nome inglese, Schmuftin è il nome italiano, ma nell'episodio italiano il titolo è comunque riportato con il nome inglese.)
Rekkit fa entrare in casa una troupe televisiva per partecipare al reality "Ti stai prendendo gioco di me". Tutto l'episodio è disegnato dal punto di vista delle telecamere della troupe, con l'inserimento di un effetto tremolio per dare l'impressione di una ripresa con telecamera manuale e di spezzoni di commento dei vari personaggi. Henrietta rivela a Rekkit che nello show riprendono le famiglie per poi montare le riprese in modo da prendere in giro le vittime. Invece di mandare via la troupe, come proposto da Jay, Rekkit pensa bene di fingersi la famiglia più noiosa del mondo. Rekkit stesso finge di essere "il cugino Rekkit dall'Iowa", un ragazzo robusto di costituzione invece di un grosso coniglio e "senza nessun potere magico, sapete, nel caso ve lo chiedeste!" Per partecipare alla fiera di Muddlety Falls, Jay e Rekkit decidono di andare a pesca ed Henrietta di partecipare alla gara di sottaceti. Allo stagno, Rekkit mangia tutte le esche e per magia fa cadere una pioggia di vermi. Nonostante ciò, Rekkit continua a fingere di non possedere alcun potere magico. Intanto, Henrietta chiede a Lorne di prenderle la salsa per sottaceti, ma invece Lorne prende una bustina di polvere magica di Rekkit e la mette nei sottaceti. A pesca, Rekkit cerca di fare una magia di nascosto per ingigantire un pesce senza essere ripreso, ma invece la telecamera lo riprende perfettamente. In ogni caso, la magia funziona e un pesce gigante abbocca all'amo di Jay, ma è talmente grande da distruggere il molo, facendo volare Jay e uno dei cameramen sull'isoletta al centro dello stagno, mentre il pesce gigante colpisce Rekkit provocandogli un'ipertrofia alla lingua che rende quasi impossibile capirlo mentre parla. In queste condizioni, Rekkit tenta inutilmente di spiegare cosa è successo a Henrietta e Lorne, che nel frattempo sono arrivati alla gara di sottaceti, dove la giuria è rimpicciolita dai sottaceti conditi dalla polvere magica. Alla fine, però, arrivano tutti allo stagno, dove Rekkit mangia un sottaceto e viene rimpicciolito. Rekkit lancia un sottaceto al pesce, che lo mangia e viene rimpicciolito anche lui. Alla fine Wally vince la gara di sottaceti proprio mentre l'effetto della magia rimpicciolente finisce. La giuria e Rekkit tornano alle dimensioni normali e il pesce torna ad essere gigante e viene accolto in casa Schmuftin.

### Il gelato della discordia
Jay e Rekkit vanno al chiosco dei gelati del marinaio Sam, che però sta chiudendo la sua attività per partire alla ricerca della "cannella mentolata" con una mappa del tesoro trovata in una bottiglia in mare il giorno prima. Jay e Rekkit si uniscono a lui e i tre arrivano su un'isola sconosciuta, dove però scoprono che Morty, vecchio amico/rivale di Sam, li ha anticipati. Sam spiega che avevano deciso di aprire una gelateria insieme per poi litigare sul nome da dare al negozio. La stessa questione fa litigare anche Jay e Rekkit, che si separano. Si formano due squadre, entrambe alla ricerca della cannella mentolata: Rekkit con Morty e Jay con Sam. Le due squadre si inseguono facendosi trabocchetti a vicenda, fino a quando, precipitando tutti e quattro in un precipizio, scoprono per caso che l'unico modo per rivelare la posizione del tesoro (la cannella mentolata) è quello di unire le due mappe. Jay e Rekkit capiscono la lezione sulla collaborazione, riconciliandosi, mentre Morty e Sam trovano un barattolo e se lo contendono. Dentro il barattolo, però, non c'è la cannella mentolata, ma un biglietto di Paul il Pirata, rivale di Sam e Morty, in cui Paul rivela che è stato lui a fare avere a Sam e Morty le mappe sapendo che avrebbe passato più tempo a litigare che altro, dando a lui il tempo di rubare tutte le loro ricette. Paul rivela anche che lui ha già preso la cannella mentolata. I quattro decidono allora di lavorare insieme per sconfiggere Paul e ci riescono. Sam e Morty si sono dimenticati il motivo del loro litigio, ma Rekkit glielo ricorda e loro ricominciano a litigare.

### Rekkit clown
Rekkit riceve la posta da Chakabrak, in cui c'è un invito di Mister Patato a diventare un clown nel suo circo. Nel frattempo, Jay arriva in camera sua ma va subito via senza Rekkit, che si insospettisce e decide di indagare, scoprendo che Jay non vuole che lui venga a sapere qualcosa. Rekkit trova una lista di Jay, da cui capisce che Jay vuole aprire un salone del divertimento senza che lui lo sappia. Da lì a credere di non essere più gradito da Jay il passo è breve, così Rekkit decide di tornare a Chakabrak e fa un provino con Mister Patato, che lo assume come clown. Rekkit torna in camera di Jay tramite un portale proprio mentre Jay sta scrivendo gli inviti per una festa a sorpresa per il compleanno di Rekkit. Rekkit lo scopre, capendo il comportamento di Jay e rivelandogli di avere firmato un contratto di 400 anni con Patato. Jay, Henrietta e Lorne convincono Rekkit a lasciare andare loro tre a Chakabrak per sistemare la questione con Patato mentre Rekkit resta a casa ad aspettare. Al loro ritorno, gli dicono che non sono riusciti ad annullare il contratto, così Rekkit parte per Chakabrak convinto di lasciare Jay per sempre. A Chakabrak, Rekkit scopre di avere solo mezz'ora per prepararsi allo spettacolo del circo di Patato. Una volta uscito dal camerino, trova Jay, Henrietta e Lorne che hanno organizzato una festa a sorpresa per Rekkit a Chakabrak. I tre rivelano a Rekkit che in realtà Patato ha accettato di annullare il contratto in cambio di un'unica esibizione di tutti e quattro come gruppo.